# Dąbrówka Grzybowska
Dąbrówka Grzybowska – osiedle w północno-wschodniej części Warszawy, w dzielnicy Białołęka. Dąbrówka Grzybowska według Miejskiego Systemu Informacji jest uznawana za część Białołęki Dworskiej. Osiedle położone jest na wschód od linii kolejowej E65 łączącej Warszawę z Trójmiastem. Graniczy z osiedlami: Białołęka Dworska, Płudy, Henryków i Marcelin. Jeszcze w pierwszej połowie XX w. Dąbrówka Grzybowska była podwarszawską wsią i wchodziła w skład gminy Jabłonna. W 1951 r. została włączona do granic Warszawy wraz z innymi sąsiadującymi wsiami.